# Harry Huskey
Harry Douglas Huskey, né le 19 janvier 1916 dans le Parc national des Great Smoky Mountains en Caroline du Nord et mort le 9 avril 2017 à Santa Cruz en Californie, est un  mathématicien et ingénieur informaticien américain.

## Biographie

### Jeunesse
Huskey grandit dans l'Idaho et étudie les mathématiques à l’université de l'Idaho jusqu’au B. Sc., puis à l'Université d'État de l'Ohio, où il obtient un Ph. D. en 1943 sous la direction de Tibor Radó.

### Carrière
Il enseigne les mathématiques à l'Université de Pennsylvanie, et travaille en 1945 sur l'ordinateur ENIAC et sur EDVAC et, lors d'une visite en Angleterre, sur le Pilot ACE d'Alan Turing.
Ayant acquis ces expériences, Huskey développe, de 1949 à 1953 au National Institute of Standards and Technology de Los Angeles l'ordinateur SWAC (en anglais : Standards Western Automatic Computer), un ordinateur à tubes électroniques (de). À son achèvement en 1950, le SWAC a été durant une année l'ordinateur le plus rapide au monde ; il était en service, avec diverses modifications, jusqu'en 1967 à Université de Californie à Los Angeles (UCLA).
En 1954, Huskey devient professeur à l'Université de Californie à Berkeley. Il y développe l’ordinateur G15, produit et distribué par la Bendix Aviation Corporation et qui peut être considéré comme le premier ordinateur personnel – d'ailleurs Huskey avait un exemplaire à son domicile, qui sera par la suite conservé à la Smithsonian Institution. En 1966, il passe à l’Université de Californie à Santa Cruz. Il obtient l’éméritat en 1986.

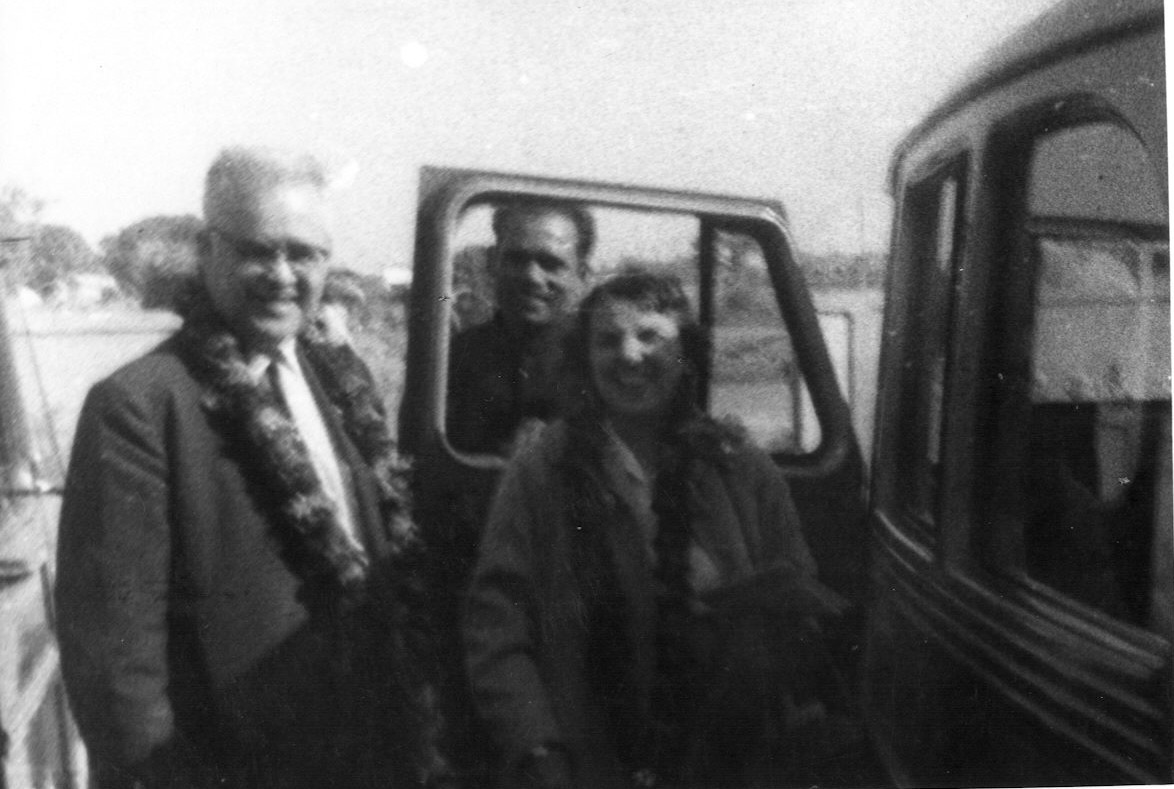
Huskey en 1964 en Inde.

En 1963-1964, Huskey contribue à la création du département d'informatique à l'Institut indien de technologie à Kanpur et il enseigne à New Delhi. Parmi ses étudiants à Berkeley, se trouvent Butler Lampson et Niklaus Wirth.
En 1982, Huskey reçoit le Computer Pioneer Award. Il est nommé Fellow de l'Association for Computing Machinery en 1994, et en 2013, il est intronisé Fellow du Musée de l'histoire de l'ordinateur.

## Vie privée
En premières noces, Huskey est marié avec Velma Roeth (morte en 1991) dont il a quatre enfants. Avec elle, Huskey écrit des articles sur l'histoire des ordinateurs. En 1994, il épouse Nancy Grindstaff, morte en 2016. Lui-même vivait à la toute fin à Santa Cruz, en Californie.

## Publications (sélection)
- Harry D. Huskey, Harry D. Huskey : His Story, BookSurge Publishing, 2004, 149 p. (ISBN 1-59457-680-7).
- Harry D. Huskey, chap. 13 « The ACE Test Assembly, the Pilot ACE, the Big ACE, and the Bendix G15 », dans Jack Copeland, Alan Turing's Automatic Computing Engine, Oxford University Press, 2005 (ISBN 0-19-856593-3), p. 281–295
- Harry D. Huskey, chap. 23 « The state of the art in electronic digital computing in Britain and the United States (1947) », dans Jack Copeland, Alan Turing's Automatic Computing Engine, Oxford University Press, 2005 (ISBN 0-19-856593-3), p. 529–540.
- Harry D. Huskey et Velma R. Huskey, « Lady Lovelace and Charles Babbage », Annals of the History of Computing, vol. 2, no 4,‎ 1980 (DOI 10.1109/MAHC.1980.10042, présentation en ligne).